# کینگدم هارتس اچ‌دی ۲٫۵ ریمیکس
کینگدم هارتس اچ‌دی ۲٫۵ ریمیکس (ژاپنی: キングダム ハーツ HD 2.5 リミックス هپبورن: Kingudamu Hātsu HD 2.5 Rimikkusu) یک مجموعه بازسازی شده اچ‌دی از سه بازی ویدئویی در سری کینگدم هارتس اثر شرکت اسکوئر انیکس است که شامل: کینگدم هارتس ۲، تولد با خواب، و نسخهٔ کینگدم هارتس کدد می‌باشد. این بازی به عنوان جانشین کلکسیون کینگدم هارتس اچ‌دی ۱٫۵ ریمیکس محصول سال ۲۰۱۳ به‌شمار می‌رود. این مجموعه در اکتبر ۲۰۱۴ در کشور ژاپن و دو ماه بعد به‌صورت بین‌المللی برای کنسول پلی‌استیشن ۳ عرضه شد.
۲٫۵ ریمیکس همراه با ۱٫۵ ریمیکس در ۲۸ مارس ۲۰۱۷، برای کنسول پلی‌استیشن ۴، ۱۸ فوریه ۲۰۲۰، برای ایکس‌باکس وان، ۳۰ مارس ۲۰۲۱ از طریق فروشگاه اپیک گیمز برای مایکروسافت ویندوز، و یک نسخهٔ ابری از بازی نیز در تاریخ ۱۰ فوریه ۲۰۲۲، برای کنسول نینتندو سوئیچ منتشر شد.